# Zuzana Dolinková
Zuzana Dolinková (rozená Jankejová, * 20. ledna 1983 Topoľčany) je slovenská právnička, podnikatelka a politička, od října 2023 do října 2024 ministryně zdravotnictví SR ve čtvrté vládě Roberta Fica.

## Život
V roce 2009 ukončila studium na Právnické fakultě Univerzity Komenského v Bratislavě.
V letech 2004 až 2007 působila jako asistentka v bratislavské advokátní kanceláři JUDr. Margity Čulenové, v letech 2008 až 2015 potom jako advokátní koncipientka v advokátní kanceláři ŠKODLER & PARTNER, s.r.o. V červenci až prosinci 2017 byla výkonnou ředitelkou společnosti LEKÁR, a.s., působící v oblasti medicínského vzdělávání. V letech 2015 až 2021 vedla Svaz ambulantních poskytovatelů, svaz soukromých poskytovatelů zdravotní péče.
Je majitelkou společnosti DASTER s.r.o. a společnosti MORAT s.r.o., která vykonávala prohlídky zesnulých v Trnavském kraji.
V říjnu 2023 se stala ministryní zdravotnictví ve čtvrté vládě Roberta Fica. V říjnu 2024 podala demisi, kterou prezident přijal. Nástupcem ve funkci byl 10. října jmenován Kamil Šaško. V červnu 2025 skončila ve funkci členky předsednictva strany HLAS-SD.